# Linderhof

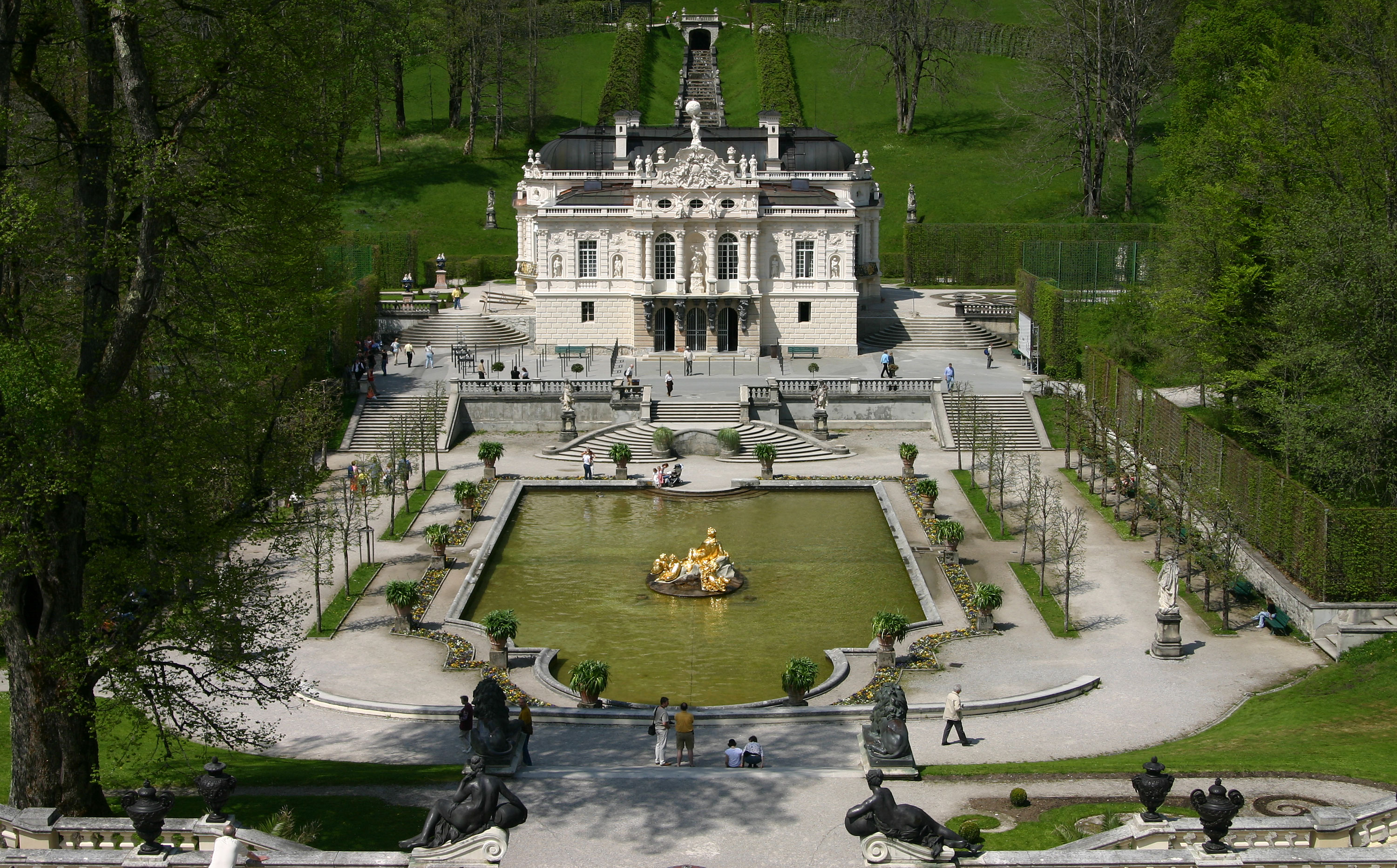
Slottet Linderhof

Linderhof är ett slott i Tyskland, nära Oberammergau i sydvästra Bayern. Det är det minsta av tre slott som byggdes av kung Ludvig II av Bayern, även känd som den galne kung Ludwig.
Byggnationen startade 1874 och var klar 1878. Det är det enda av kung Ludvigs slott som blev helt färdigställt och även det enda i vilket han bodde längre perioder av sitt liv.
Slottet byggdes till i flera omgångar och den senaste tillbyggnaden var kung Ludvigs sovrum som byggdes ut 1885/1886. Ludwig II hann aldrig se det färdigställt före sin död.
I slottsparken finns en slottsteater i en grotta. Elektriciteten alstrades av 24 dynamor i ett elverk 100 meter längre bort, ett av Bayerns första elverk. I teatern finns en kunglig sittplats i form av Loreleiklippan och en gyllene båt formad som en snäcka i vilken kungen kunde sitta och titta på skådespelen. 